# Brasil 76–0 Timor-Leste
Brasil 76 x 0 Timor-Leste foi uma partida de futsal, válida pela 4ª (e penúltima) rodada dos Jogos da Lusofonia de 2006, evento entre atletas de língua portuguesa, realizado em Macau, China, que entrou para a história por conta de ao menos dois recordes mundiais:
- Maior goleada da história do futsal;[1]
- Partida em que um jogador fez o maior número de gols: 20 (Valdin).[2]

Antes desta partida, a maior goleada da história da Seleção Brasileira tinha sido um 38 x 3, diante do Uruguai, pelo Campeonato Pan-Americano da FIFA, em 11 de novembro de 1991.
A equipe do Timor-Leste era composta por jogadores com pouca experiência em competições internacionais, enquanto que os jogadores brasileiros atuavam nos principais campeonatos do Brasil e exterior. Todavia, o jogador Falcão, principal nome do Brasil, pediu dispensa e não participou do evento. O Brasil disputou a última rodada contra Portugal e conquistou a medalha de ouro.

## A Partida

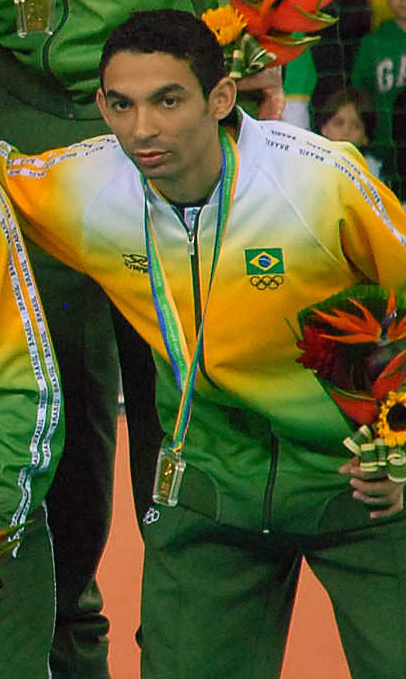
Valdin se tornou o maior artilheiro de uma partida oficial de futsal, com 20 gols.

Em 13 de outubro de 2006, a Seleção Brasileira de Futsal aplicou a maior goleada de sua história, vencendo o Timor-Leste por 76 a 0. Até então, o recorde registrado em jogos oficiais do Brasil tinha sido 38 a 3, contra o Uruguai, no Campeonato Pan-Americano da Fifa, em 11 de novembro de 1991. Valdin foi o destaque da partida, marcando 20 gols. Dos 40 minutos disputados no jogo, em apenas dois deles os atletas brasileiros deixaram de marcar gols: aos sete do primeiro tempo e aos dois do segundo. O primeiro tempo terminou 40 a 0, estabelecendo uma média de dois gols por minuto. Na segunda etapa, a Seleção Brasileira fez outros 36 gols. Apesar do placar, a equipe perdedora não efetuou faltas e nenhum jogador foi advertido com cartões.
No jogo válido pela rodada anterior, quatro dias antes, a Seleção Portuguesa de Futsal já havia estabelecido o recorde de maior goleada da história do futsal ao golear a mesma seleção de Timor-Leste por 56 x 0. Assim, o Brasil necessitava fazer um placar mais elástico, para ir com vantagem do empate na última rodada, contra Portugal. É o que pôde ser percebido nas palavras de Valdin: "Não tenho muito do que falar sobre a partida. Sabíamos da fragilidade do adversário e já que Portugal tinha feito muitos gols neles, tínhamos que marcar muitos gols também. O objetivo era ultrapassar Portugal no saldo de gols e foi o que aconteceu".
Sobre os recordes, o supervisor da Seleção Brasileira, Reinaldo Simões, fez a seguinte declaração: "Precisávamos de uma goleada para termos vantagem no jogo contra Portugal amanhã (sábado). Esse era o nosso objetivo. Ninguém estava preocupado com recorde. Todos os jogadores trabalharam em busca do gol, por isso o placar foi tão elevado. Ninguém pensou em artilharia."
Naquele ano, o Timor-Leste enfrentava uma crise político-militar no país, o que acabou afetando os trabalhos de preparação e condicionou os treinos dos atletas. Em 2009, ao relembrar a partida, o artilheiro brasileiro Valdin destacou o empenho dos timorenses que não desistiram de participar do evento apesar das dificuldades: [...] "vale a pena lembrar que Timor-Leste estava devastado por conflitos que haviam ocorrido e ainda conseguiram montar uma seleção de futsal para cumprir o que havia prometido", disse ele.

### Ficha Técnica
| 13 de outubro de 2006 às 19:00 UTC+8 | Timor-Leste | 0 – 76     | Brasil | Macau East Asian Games Dome                                                                                             |
|                                      |             | (Detalhes) | Valdin: (20 gols) · Marcio: (16 gols) · Dimas: (13 gols) · Tostão (8 gols) · Wilde (5 gols) · Ari (5 gols) · Carlinhos (3 gols) · Marinho: (3 gols) · Jonas (1 gol) · Leco (1 gol) · Romário o.g.' (1 gol contra) | Árbitro: Khairuddin Nazrul Árbitro auxiliar: Kim Jang Kwan Anotador (placar): Kalam Badrul Cronometrista: Suzuki Fusaya |

| Cores do Time · Cores do Time · Cores do Time · Cores do Time · Cores do Time · Timor-Leste | Cores do Time · Cores do Time · Cores do Time · Cores do Time · Cores do Time · Brasil |

| TIMOR-LESTE:         |
|                      |
| Xavier Henriques (G) |
| Januário             |
| Octavianus           |
| Romário              |
| Martins              |
| Substitutos:         |
| Aleixo               |
| Fernandes            |
| Treinador:           |
| Jaime Vong           |

| BRASIL:        |  |
|                |  |
| Tiago (G)      |  |
| Leco           |  |
| Valdin         |  |
| Ari            |  |
| Márcio         |  |
| Substitutos:   |  |
| Rogério        |  |
| Dimas          |  |
| Carlinhos      |  |
| Tostão         |  |
| Marinho        |  |
| Wilde          |  |
| Jonas          |  |
| Treinador:     |  |
| PC de Oliveira |  |

## Ver Também
- Futsal nos Jogos da Lusofonia de 2006
- Lista de recordes mundiais dos esportes